# Cardiophorus aetnensis
Cardiophorus aetnensis là một loài bọ cánh cứng trong họ Elateridae. Loài này được Platia & Baviera miêu tả khoa học năm 2005.